# Championnat d'Indonésie de football 2023-2024
Navigation
Saison 2022-2023 Saison 2024-2025
La saison 2023-2024 du Championnat d'Indonésie de football est la vingt-septième édition du championnat de première division de football en Indonésie. La compétition regroupe dix-huit équipes, regroupées au sein d'une seule poule où elles s'affrontent deux fois au cours de la saison, à domicile et à l'extérieur. À l'issue de la compétition, les trois derniers du classement sont relégués et remplacés par les trois meilleures formations de Liga 2, la deuxième division indonésienne.
Le PSM Makassar est le tenant du titre.

## Déroulement de la saison
À la suite de la bousculade au stade Kanjuruhan qui provoque la mort de 135 personnes, le 1er octobre 2022, la saison 2022-2023 de la deuxième division est annulée. Il n'y a donc pas de clubs promus sette saison et le championnat 2023-2024 se joue avec les mêmes équipes que la saison passée. 
Le championnat se déroule en deux phases, dans la saison régulière les équipes se rencontrent deux fois. Les quatre premiers disputent un tournoi, avec demi-finales et finales sur deux rencontres. Le vainqueur est sacré champion d'Indonésie et se qualifie pour la Ligue des champions 2 de l'AFC 2024-2025. Le finaliste perdant se qualifie pour la Challenge League de l'AFC 2024-2025.
Les trois derniers de la saison régulière sont relégués en deuxième division.

## Les clubs participants
- Bhayangkara FC
- Persib Bandung
- PS Barito Putera
- Persija Jakarta
- RANS Nusantara FC
- Persik Kediri
- Persikabo 1973
- Persebaya Surabaya
- PSM Makassar
- Arema Malang
- Dewa United FC
- Persis Solo
- Bali United
- Persita Tangerang
- PSIS Semarang
- Borneo Football Club est renommé Borneo Samarinda
- PSS Sleman
- Madura United

## Compétition
Le barème utilisé pour établir l'ensemble des classements est le suivant :
- Victoire : 3 points
- Match nul : 1 point
- Défaite : 0 point

### Saison régulière

#### Classement
| Rang | Équipe             | Pts | J  | G  | N  | P  | Bp | Bc | Diff |
| ---- | ------------------ | --- | -- | -- | -- | -- | -- | -- | ---- |
| 1    | Borneo Samarinda   | 70  | 34 | 21 | 7  | 6  | 52 | 31 | +21  |
| 2    | Persib Bandung     | 62  | 34 | 16 | 14 | 4  | 65 | 38 | +27  |
| 3    | Bali United        | 58  | 34 | 17 | 7  | 10 | 55 | 43 | +12  |
| 4    | Madura United      | 55  | 34 | 15 | 10 | 9  | 58 | 45 | +13  |
| 5    | Dewa United FC     | 54  | 34 | 14 | 12 | 8  | 59 | 48 | +11  |
| 6    | PSIS Semarang      | 53  | 34 | 15 | 8  | 11 | 49 | 41 | +8   |
| 7    | Persis Solo        | 50  | 34 | 14 | 8  | 12 | 50 | 47 | +3   |
| 8    | Persija Jakarta    | 48  | 34 | 12 | 12 | 10 | 49 | 41 | +8   |
| 9    | Persik Kediri      | 48  | 34 | 13 | 9  | 12 | 58 | 55 | +3   |
| 10   | PS Barito Putera   | 46  | 34 | 11 | 13 | 10 | 51 | 48 | +3   |
| 11   | PSM Makassar T     | 44  | 34 | 11 | 11 | 12 | 44 | 39 | +5   |
| 12   | Persebaya Surabaya | 42  | 34 | 10 | 12 | 12 | 33 | 46 | -13  |
| 13   | PSS Sleman         | 39  | 34 | 9  | 12 | 13 | 49 | 53 | -4   |
| 14   | Persita Tangerang  | 39  | 34 | 10 | 9  | 15 | 44 | 63 | -19  |
| 15   | Arema Malang       | 38  | 34 | 10 | 8  | 16 | 42 | 60 | -18  |
| 16   | RANS Nusantara FC  | 35  | 34 | 8  | 11 | 15 | 36 | 52 | -16  |
| 17   | Bhayangkara FC     | 26  | 34 | 5  | 11 | 18 | 42 | 56 | -14  |
| 18   | Persikabo 1973     | 20  | 34 | 4  | 8  | 22 | 44 | 74 | -30  |

|  | Qualification pour le tournoi final |
|  | Relégation en deuxième division     |

### Tournoi final

#### Demi-finales
| Club             | Aller | Score | Retour | Club          |
| ---------------- | ----- | ----- | ------ | ------------- |
| Borneo Samarinda | 0 - 1 | 2 - 4 | 2 - 3  | Madura United |
| Persib Bandung   | 1 - 1 | 4 - 1 | 3 - 0  | Bali United   |

#### Finales
| Club          | Aller | Score | Retour | Club           |
| ------------- | ----- | ----- | ------ | -------------- |
| Madura United | 0 - 3 | 1 - 6 | 1 - 3  | Persib Bandung |

- Persib Bandung remporte les deux finales et devient champion d'Indonésie pour la 3e fois de son histoire[2].

## Bilan de la saison
| Championnat d'Indonésie de football 2023-2024 |                           |
| Champion                                      | Persib Bandung (3e titre) |
| Qualifications continentales                  |                           |
| Ligue des champions 2 de l'AFC 2024-2025      | Persib Bandung            |
| Challenge League de l'AFC 2024-2025           | Madura United             |
| Promotions et relégations                     |                           |
| Promus en Liga 1                              | PSBS Biak                 |
| Promus en Liga 1                              | Semen Padang              |
| Promus en Liga 1                              | Malut United FC           |
| Relégués en Liga 2                            | RANS Nusantara FC         |
| Relégués en Liga 2                            | Bhayangkara FC            |
| Relégués en Liga 2                            | Persikabo 1973            |